# Mediawan LUX S.A.
Mediawan LUX S.A. anciennement (AB Entertainment S.A) est la filiale luxembourgeoise du groupe Mediawan. Elle édite les chaînes de télévision  Lucky Jack.tv et Crime District. Le siège social se situe dans les locaux de RTL City, situé au   Kirchberg à Luxembourg (ville).

## Chaînes de télévision
- Crime District
- Lucky Jack.tv

### Activité abandonnée
- Golf Channel France
- Ultra Nature [2]

## Services à la demande
- Explore
- Insomnia
- Kitchen Mania

## Organisation

### Capital
Mediawan Lux S.A. est une filiale de Mediawan à 100%.